# Сони Ериксон W700i
Сони Ериксон W700i је модел телефона из серије W (вокмен), те је првенствено намијењен, поред телефонирања, за слушање музике. Захваљујући камери од 2,0 мегапиксела, слике и видео записи су врло доброг квалитета. Маса износи 99 g.

## Карактеристике

### Поруке
- T9
- Е-пошта
- Аудио-запис
- LMS

### Софтвер
- - комбиновање различитих унапријед уграђених тонских записа да би се створила нова мелодија
- - основни алати за рад са сликама, попут окретања, додавања неког од укупно осам расположивих ефеката, цртање оловком и поништавање посљедњег корака
- - уређивање и прављење сопствених видео-записа од већ постојећих видео и тонских записа, уз неколико додатних алата.
- - омогућава преслушавање музичких тонова пре куповине или учитавања. Ова функција зависи од мреже или оператора.
- Радио
- Вокмен